# Grube Copernicus
Die Grube Copernicus war eine Buntmetallerz-Grube des Bensberger Erzreviers in Köln im Ortsteil Köln-Rath/Heumar. Das Grubenfeld Copernicus erstreckte sich im Königsforst in einem Hochwald in der Nähe des Rennwegs.

## Geschichte
Am 2. Oktober 1857 stellte Gustav Roetzel ein Mutungsgesuch unter dem Namen Sultan. Zwei weitere Mutungen für die Grubenfelder Sultan II und Sultan III datieren vom 24. Oktober 1857. In der Feldesbesichtigung  am 12. April 1858 konnte die Bauwürdigkeit nicht nachgewiesen werden. Nach weiteren Schürfarbeiten stellte Roetzel am 12. September 1859 ein neues Mutungsgesuch. Laut einer erneuten Feldbesichtigung am 27. Oktober 1860 erfolgte die Verleihung auf Blei- und Zinkerze unter dem neuen Namen Copernicus.

## Betrieb und Anlagen
Im Gelände findet man zwei größere Halden und mehrere Pingen. Über die Betriebstätigkeiten ist nichts bekannt, weil die Akten keine entsprechenden Informationen enthalten.